# Hiacynt Alchimowicz

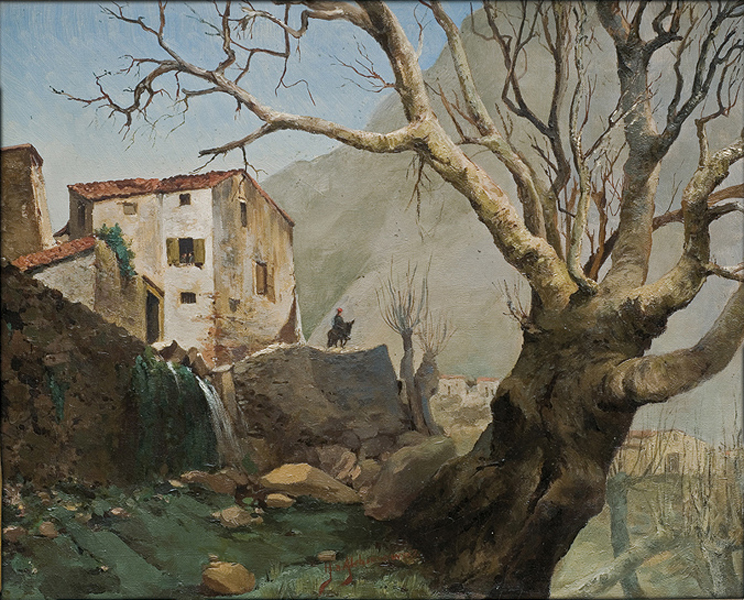
Phong cảnh ở Pyrenees

Hiacynt Alchimowicz (sinh ngày 11 tháng 9 năm 1841 tại Dziembrów, Thủ phủ Vilna – mất sau năm 1897 tại Pháp) là một họa sĩ người Ba Lan theo phong cách nghệ thuật Cổ điển. Ông chuyên vẽ phong cảnh bằng màu nước. Anh trai của ông là họa sĩ Kazimierz Alchimowicz.

## Tiểu sử
Hiacynt Alchimowicz bắt đầu học vẽ ở Vilnius, làm học trò của Kanuty Rusiecki. Ông cùng anh trai Kazimierz đã tham gia cuộc Khởi nghĩa Tháng Giêng. Anh trai của ông bị đày đến Siberia trong sáu năm, còn ông đã thành công trốn sang Pháp và định cư ở Perpignan. Tại đây, ban đầu ông tự nuôi bản thân bằng công việc vẽ sơ đồ thiết kế xây dựng cho một công ty đường sắt.
Năm 1872, khi không còn làm công việc bên lĩnh vực xây dựng nữa, ông quay lại với việc học vẽ. Năm 1876, Hiacynt Alchimowicz trở thành giáo viên dạy vẽ tại Trường Bách khoa và trường văn hóa cho phụ nữ.  Sau đó, ông học tập tại Paris trong một thời gian. Tại Paris, ông kết bạn với Michał Elwiro Andriolli. Người này đã giúp ông có được công việc họa sĩ minh họa. Năm 1892, ông được nhận Huân Chương Cành Cọ Hàn Lâm.
Hiacynt Alchimowicz đã tổ chức nhiều triển lãm ở Paris và khắp miền nam nước Pháp. Năm 1897, ông vẫn được biết là đang sống tại Perpignan. Mặc dù các tác phẩm của ông được triển lãm ở Ba Lan vào các năm 1901 và 1904, ông dường như không trở lại Ba Lan nữa.